# Direktwerbung
Direktwerbung (engl.: direct advertising) bezeichnet eine individuelle, meist schriftliche Form werblicher Kommunikation zwischen Anbietern und (potentiellen) Nachfragern. Sie ist untergeordneter Bestandteil des Direktmarketing innerhalb der Marktkommunikation des Marketing.

## Werbemittel
Am weitesten verbreitet ist die Werbung per personalisiertem Brief (Mailing). Daneben werden für die Zustellung der Werbebotschaft auch elektronische Medien wie das Telefax, E-Mail, SMS sowie verschiedenste Drucksachen (Prospekte, Broschüren, Versandhauskataloge, Flugzettel, Preislisten, Warenproben usw.) genutzt. Adressaten sind Einzelpersonen, Haushalte, Wirtschaftsunternehmen oder Institutionen.
Dabei kann der Werbungtreibende wählen zwischen der Streuung an bestimmte Zielgruppen (Festlegung zum Beispiel nach Beruf, Einkommen, Alter usw.) oder Massenverteilungen nach geographischen Gesichtspunkten.
Die Gestaltung der Werbemittel folgt in der Regel im Aufbau dem AIDA-Modell, selten auch nach der DAGMAR-Formel.

## Datenschutz (DSGVO, Deutschland)
Zur Direktwerbung werden personenbezogene Daten der Empfänger gesammelt und genutzt, z. B. Name, Anschrift, E-Mail Adressen oder Telefonnummern. Es sind insofern die datenschutzrechtlichen Bestimmungen, insbesondere der Datenschutz-Grundverordnung (DSGVO) zu beachten. Die Nutzung von Daten zur Direktwerbung setzt danach eine Rechtsgrundlage voraus. Dies kann eine Einwilligung sein (Art. 6 Abs. 1 lit. a DSGVO sog. Opt-in) oder die Interessensabwägung (Art. 6 Abs. 1 lit f. DSGVO, Opt-out). Wenn die Datennutzung auf einer Einwilligung beruht, muss der Empfänger der Werbung vorher ausdrücklich zustimmen. Bei einem Opt-out genügt die Information des Empfängers verbunden mit der Möglichkeit eines Widerspruchs (Opt-out).
Wann ein Opt-in nötig ist und in welchen Fällen ein Opt-out genügt ist abhängig vom Kanal der Ansprache (z. B. E-Mail, Post, Telefon) und der Zielgruppe (Geschäftskunden oder Privatkunden). Neben der DSGVO sind hierbei insbesondere die Bestimmungen des Gesetzes gegen den Unlauteren Wettbewerb (UWG) zu beachten. Die folgende Tabelle gibt eine grobe Übersicht:
| Kanal        | Verbraucher (B2C)                      | Unternehmen (B2B)                            |
| ------------ | -------------------------------------- | -------------------------------------------- |
| E-Mail / SMS | Opt-in nötig, außer bei Bestandskunden | Opt-in nötig, außer bei Bestandskunden       |
| Telefon      | Opt-in                                 | Opt-in, aber mutmaßliche Einwilligung genügt |
| Post         | Opt-out                                | Opt-out                                      |

"Bestandskundenprivileg" bedeutet, dass eine E-Mail Adresse von einem Kunden im Zusammenhang mit dem Verkauf einer Ware oder Dienstleistung vom Kunden erlangt wurde (z. B. bei einer Online-Bestellung) und die Werbung für eigene ähnliche Waren oder Dienstleistungen erfolgt. Es müssen dabei alle Voraussetzungen des § 7 Abs. 3 UWG beachtet werden.

## Bewertung

### Vorteile
Je nach Qualität von Adresslisten kann Direktwerbung genau definierte Zielgruppen individuell und mit vergleichsweise geringen Streuverlusten ansprechen. Eine Erfolgskontrolle erfolgt beispielsweise über Rückläufe (Bestellungen, Postkarten, Anrufe etc.). Voraussetzungen für erfolgreiche Direktwerbung sind möglichst genaue Informationen über die Zielgruppe und entsprechende Adressen, die über Adressbroker (Adressenverlage) angemietet werden können. Direktwerbung ist häufig sinnvoll, wenn die Zielgruppe klein ist.

### Nachteile
Direktwerbung kann als unzumutbare Belästigung empfunden werden. So ist es verboten, potenzielle Privatkunden anzurufen („Cold Calls“). Der Gesetzgeber hat diese Belästigung als sittenwidrig eingestuft und im Gesetz gegen den unlauteren Wettbewerb (UWG) im § 7 UWG ausdrücklich geregelt. Aus diesen Gründen sprechen die Gerichte in der Regel sehr verbraucherfreundliche Urteile aus. Unternehmen dürfen nur eigene Kunden und dies auch nur nach deren Zustimmung (Opt-in) per Telefon kontaktieren.

### Wirtschaftlichkeit
Direktwerbung kostet pro Kontakt (Tausend-Kontakt-Preis, TKP) mehr als Werbung in Massenmedien, ist jedoch günstiger als zum Beispiel Anrufe eines Callcenters oder gar persönliche Besuche. Wegen ihrer intensiveren Wirkung und der besseren Möglichkeiten einer gezielten Selektion der anzusprechenden Zielpersonen ist die Direktwerbung meist kostengünstiger als die anonyme allgemeine Werbung mit ihren relativ hohen Streuverlusten.